# Associazione Calcio Prato 1963-1964
Questa pagina raccoglie le informazioni riguardanti l'Associazione Calcio Prato nelle competizioni ufficiali della stagione 1963-1964.

## Rosa
| N. |                   | Ruolo | Calciatore                |
| -- | ----------------- | ----- | ------------------------- |
|    | Italia (bandiera) | C     | Claudio Azzali            |
|    | Italia (bandiera) | A     | Roberto Boninsegna        |
|    | Italia (bandiera) | C     | Renzo Brando              |
|    | Italia (bandiera) | P     | Sergio Bressan            |
|    | Italia (bandiera) | D     | Gianfranco Bullini        |
|    | Italia (bandiera) | A     | Duccio Corbi              |
|    | Italia (bandiera) | D     | Vincenzo De Dura          |
|    | Italia (bandiera) | A     | Alfredo Bruno Frassinelli |
|    | Italia (bandiera) | D     | Roberto Galeotti          |
|    | Italia (bandiera) | P     | Antonio Gridelli          |
|    | Italia (bandiera) | D     | Piero Lenzi               |

| N. |                   | Ruolo | Calciatore         |
| -- | ----------------- | ----- | ------------------ |
|    | Italia (bandiera) | P     | Mario Liberalato   |
|    | Italia (bandiera) | C     | Antonio Mariotti   |
|    | Italia (bandiera) | C     | Mario Mazzoni      |
|    | Italia (bandiera) | A     | Riccardo Moradei   |
|    | Italia (bandiera) | A     | Paolo Naviragni    |
|    | Italia (bandiera) | A     | Carlo Pozzi        |
|    | Italia (bandiera) | C     | Maurilio Prini     |
|    | Italia (bandiera) | D     | Italo Rizza        |
|    | Italia (bandiera) | C     | Nicola Ruggiero    |
|    | Italia (bandiera) | A     | Romano Taccola     |
|    | Italia (bandiera) | A     | Fernando Veneranda |

## Risultati

### Serie B

#### Girone di andata
| 15 settembre 1963 1ª giornata | Prato | 1 – 2 | Cagliari |  |

| 22 settembre 1963 2ª giornata | Napoli | 3 – 0 | Prato |  |

| 29 settembre 1963 3ª giornata | Prato | 2 – 1 | Palermo |  |

| 6 ottobre 1963 4ª giornata | Prato | 2 – 0 | Cosenza |  |

| 13 ottobre 1963 5ª giornata | Foggia & Incedit | 3 – 0 | Prato |  |

| 27 ottobre 1963 6ª giornata | Prato | 0 – 1 | Verona |  |

| 3 novembre 1963 7ª giornata | Simmenthal-Monza | 1 – 1 | Prato |  |

| 10 novembre 1963 8ª giornata | Varese | 2 – 0 | Prato |  |

| 17 novembre 1963 9ª giornata | Prato | 1 – 3 | Pro Patria |  |

| 24 novembre 1963 10ª giornata | Alessandria | 0 – 0 | Prato |  |

| 1º dicembre 1963 11ª giornata | Lecco | 2 – 0 | Prato |  |

| 8 dicembre 1963 12ª giornata | Prato | 1 – 1 | Udinese |  |

| 15 dicembre 1963 13ª giornata | Prato | 0 – 0 | Brescia |  |

| 22 dicembre 1963 14ª giornata | Venezia | 4 – 2 | Prato |  |

| 29 dicembre 1963 15ª giornata | Prato | 1 – 1 | Parma |  |

| 5 gennaio 1964 16ª giornata | Prato | 0 – 0 | Padova |  |

| 12 gennaio 1964 17ª giornata | Triestina | 0 – 0 | Prato |  |

| 19 gennaio 1964 18ª giornata | Prato | 0 – 0 | Potenza |  |

| 26 gennaio 1964 19ª giornata | Catanzaro | 1 – 0 | Prato |  |

#### Girone di ritorno
| 2 febbraio 1964 20ª giornata | Cagliari | 0 – 0 | Prato |  |

| 16 febbraio 1964 21ª giornata | Prato | 0 – 0 | Napoli |  |

| 23 febbraio 1964 22ª giornata | Palermo | 1 – 0 | Prato |  |

| 1º marzo 1964 23ª giornata | Cosenza | 2 – 0 | Prato |  |

| 8 marzo 1964 24ª giornata | Prato | 0 – 0 | Foggia & Incedit |  |

| 15 marzo 1964 25ª giornata | Verona | 3 – 0 | Prato |  |

| 22 marzo 1964 26ª giornata | Prato | 2 – 2 | Simmenthal-Monza |  |

| 29 marzo 1964 27ª giornata | Prato | 0 – 2 | Varese |  |

| 5 aprile 1964 28ª giornata | Pro Patria | 2 – 1 | Prato |  |

| 12 aprile 1964 29ª giornata | Prato | 2 – 0 | Alessandria |  |

| 26 aprile 1964 30ª giornata | Prato | 1 – 0 | Lecco |  |

| 3 maggio 1964 31ª giornata | Udinese | 2 – 3 | Prato |  |

| 10 maggio 1964 32ª giornata | Brescia | 1 – 1 | Prato |  |

| 17 maggio 1964 33ª giornata | Prato | 3 – 0 | Venezia |  |

| 24 maggio 1964 34ª giornata | Parma | 1 – 0 | Prato |  |

| 31 maggio 1964 35ª giornata | Padova | 2 – 4 | Prato |  |

| 7 giugno 1964 36ª giornata | Prato | 0 – 0 | Triestina |  |

| 14 giugno 1964 37ª giornata | Potenza | 1 – 1 | Prato |  |

| 21 giugno 1964 38ª giornata | Prato | 2 – 0 | Catanzaro |  |

## Statistiche

### Statistiche di squadra
| Competizione | Punti | In casa | In casa | In casa | In casa | In casa | In casa | In trasferta | In trasferta | In trasferta | In trasferta | In trasferta | In trasferta | Totale | Totale | Totale | Totale | Totale | Totale | DR  |
| Competizione | Punti | G       | V       | N       | P       | Gf      | Gs      | G            | V            | N            | P            | Gf           | Gs           | G      | V      | N      | P      | Gf     | Gs     | DR  |
| ------------ | ----- | ------- | ------- | ------- | ------- | ------- | ------- | ------------ | ------------ | ------------ | ------------ | ------------ | ------------ | ------ | ------ | ------ | ------ | ------ | ------ | --- |
| Serie B      | 31    | 19      | 6       | 9       | 4       | 18      | 13      | 19           | 2            | 6            | 11           | 13           | 31           | 38     | 8      | 15     | 15     | 31     | 44     | -13 |
| Coppa Italia |       | 1       | 1       | 0       | 0       | 2       | 0       | 1            | 0            | 0            | 1            | 1            | 4            | 2      | 1      | 0      | 1      | 3      | 4      | -1  |
| Totale       |       | 20      | 7       | 9       | 4       | 20      | 13      | 20           | 2            | 6            | 12           | 14           | 35           | 40     | 9      | 15     | 16     | 34     | 48     | -14 |

### Statistiche dei giocatori
| Giocatore      | Serie B  | Serie B | Coppa Italia | Coppa Italia | Totale   | Totale |
| Giocatore      | Presenze | Reti    | Presenze     | Reti         | Presenze | Reti   |
| -------------- | -------- | ------- | ------------ | ------------ | -------- | ------ |
| C. Azzali      | 32       | 0       | 2            | 0            | 34       | 0      |
| R. Boninsegna  | 22       | 1       | -            | -            | 22       | 1      |
| R. Brando      | 2        | 0       | -            | -            | 2        | 0      |
| S. Bressan     | 14       | -14     | -            | -            | 14       | -14    |
| G. Bullini     | 19       | 0       | 1            | 0            | 20       | 0      |
| D. Corbi       | 11       | 2       | -            | -            | 11       | 2      |
| V. De Dura     | 34       | 0       | 2            | 0            | 36       | 0      |
| A. Frassinelli | 16       | 0       | 2            | 0            | 18       | 0      |
| R. Galeotti    | 24       | 0       | 1            | 0            | 25       | 0      |
| A. Gridelli    | 18       | -22     | 2            | -4           | 20       | -26    |
| P. Lenzi       | 7        | 0       | -            | -            | 7        | 0      |
| M. Liberalato  | 6        | -8      | -            | -            | 6        | -8     |
| A. Mariotti    | 10       | 0       | -            | -            | 10       | 0      |
| M. Mazzoni     | 25       | 0       | 2            | 0            | 27       | 0      |
| R. Moradei     | 19       | 1       | 2            | 0            | 21       | 1      |
| P. Naviragni   | 3        | 0       | -            | -            | 3        | 0      |
| C. Pozzi       | 1        | 0       | -            | -            | 1        | 0      |
| M. Prini       | 27       | 0       | 1            | 0            | 28       | 0      |
| I. Rizza       | 30       | 0       | 1            | 0            | 31       | 0      |
| N. Ruggiero    | 33       | 2       | 2            | 0            | 35       | 2      |
| R. Taccola     | 33       | 19      | 2            | 3            | 35       | 22     |
| F. Veneranda   | 32       | 6       | 2            | 0            | 34       | 6      |